# Ivo Bischofberger
Ivo Bischofberger (Heiden, 24 februari 1958) is een Zwitsers rechter en politicus voor de Christendemocratische Volkspartij (CVP/PDC) uit het kanton Appenzell Innerrhoden.

## Biografie
Ivo Bischofberger was van 1986 tot 1992 gemeentelijk rechter en vervolgens tot 2008 kantonnaal rechter. Van 1993 tot 2008 was hij voorzitter van het Kantonsgericht van Appenzell Innerrhoden. Daarnaast was hij van 1992 tot 1997 voorzitter van de kantonnale afdeling van zijn partij. Van 4 juli 2007 tot 2 juni 2019 was hij lid van de Kantonsraad, waarvan hij van 28 november 2016 tot 26 november 2017 voorzitter was.